# Белоцркванска језера
Белоцркванска језера налазе се у непосредној близини, југозападно од града Беле Цркве. То су вештачка, кристално чиста језера. укупне површина 150 хектара, настала експлоатацијом шљунка у индустријске сврхе са дна Панонског басена. Представљају највеће природно богатство Беле Цркве са становишта развоја туризма. Језера се снабдевају водом из артешких бунара и подземних извора. Вода из језера служи за снабдевање водом и наводњавање пољопривредних површина.
Језера имају шљунковиту и пешчану обалу, што води даје прозирну боју. Језера са околином су веома погодна за рекреацију и излете.
Сачињавају их 7 већих језера и више мањих. Ту је Главно или Градско језеро, најближе граду. Оно је прво настало, а на његовим обалама постоје викенд и камп-насеља, ресторани и скакаонице. Врачевгајско језеро има уређено камп-насеље, које може да прими око 200 туриста. Осим тога, ту су Шаранско језеро, Шљункара, Ново језеро и Мало језеро, чији је туристички потенцијал још увек недовољно развијен. Одликују се нетакнутом природом, али нису прилагођена за купање.

## Историја
Експлоатација шљунка је почела још 1904. године. У почетку се копало пољопривредним алатима (мотикама), док се превоз вршио колском вучом. Касније се прешло на копање багерима, а превозило се железницом. До 1941. године шљунак и песак коришћени су претежно за изградњу насипа и путева.

## Спорт
На Белоцркванским језерима тренира Ватерполо клуб „Језеро“ из Беле Цркве. Традиција клуба је дуга преко шест деценија. Утакмице се играју у ограђеном делу језера, који мештани називају „Базен“. Већ дужи низ година, клуб се такмичи у Другој ватерполо лиги Србије. Клуб је најактивнији од јуна до септембра, када се организују школа пливања и школа ватерпола. Ватерполо клуб има четири секције: пионири, кадети, јуниори и сениори. У летњој сезони на језеру се организује меморијални турнир „Чика Жива Стојадиновић“, у коме учествују екипе из целе Србије.
Осим тога, на Градском језеру лети се организују школа роњења и једрења.
Језера су изузетно богата рибом: амур, смуђ, штука, шаран, сом, па су погодна за риболов, за који је непоходна дозвола. Од 1988. године на Градском језеру организује се манифестација под називом „Лов на сома капиталца“, по сећању на сома тешког 68 килограма и дужине 2.5 метара, упецаног на овом језеру 1957. године, у коме учествују риболовци, а организује се и кулинарско такмичење у припремању рибље чорбе, као и културно-уметнички програм у коме уживају бројни посетиоци.